# Fußball-Europameisterschaft der Frauen 2022/Gruppe A
| Pl. | Land       | Sp. | S | U | N | Tore    | Diff. | Punkte |
| --- | ---------- | --- | - | - | - | ------- | ----- | ------ |
| 1.  | England    | 3   | 3 | 0 | 0 | 014:000 | +14   | 09     |
| 2.  | Österreich | 3   | 2 | 0 | 1 | 003:100 | +2    | 06     |
| 3.  | Norwegen   | 3   | 1 | 0 | 2 | 004:100 | −6    | 03     |
| 4.  | Nordirland | 3   | 0 | 0 | 3 | 001:110 | −10   | 0      |

Dieser Artikel umfasst die Spiele der Vorrundengruppe A der Fußball-Europameisterschaft der Frauen 2022 in England mit allen statistischen Details.

## England – Österreich 1:0 (1:0)
| England                                                                 | England | Österreich | Österreich | Aufstellung                          |
| ----------------------------------------------------------------------- | --- | --- | ---------- | ------------------------------------ |
| England                                                                 | \| 6. Juli 2022 um 20:00 Uhr (21:00 Uhr MESZ) in Manchester (Old Trafford) \| \| Zuschauer: 68.781 1 \| \| Schiedsrichterin: Marta Huerta de Aza ( Spanien) \| \| Spielbericht \|                                                                           | \| 6. Juli 2022 um 20:00 Uhr (21:00 Uhr MESZ) in Manchester (Old Trafford) \| \| Zuschauer: 68.781 1 \| \| Schiedsrichterin: Marta Huerta de Aza ( Spanien) \| \| Spielbericht \| | Österreich | Aufstellung England gegen Österreich |
| England                                                                 | Mary Earps – Lucy Bronze, Millie Bright, Leah Williamson , Rachel Daly – Keira Walsh, Beth Mead (63. Chloe Kelly), Georgia Stanway, Fran Kirby (63. Ella Toone), Lauren Hemp – Ellen White (63. Alessia Russo) Cheftrainerin: Sarina Wiegman ( Niederlande) | Manuela Zinsberger – Laura Wienroither, Carina Wenninger, Viktoria Schnaderbeck , Verena Hanshaw – Sarah Puntigam, Barbara Dunst, Sarah Zadrazil, Laura Feiersinger (87. Marie-Therese Höbinger), Katharina Naschenweng (59. Julia Hickelsberger-Füller) – Nicole Billa Cheftrainerin: Irene Fuhrmann | Österreich | Aufstellung England gegen Österreich |
| England                                                                 | 1:0 Mead (16.) 2 | | Österreich | Aufstellung England gegen Österreich |
| England                                                                 | Spieler des Spiels: Georgia Stanway (England) | | Österreich | Aufstellung England gegen Österreich |
| 6. Juli 2022 um 20:00 Uhr (21:00 Uhr MESZ) in Manchester (Old Trafford) | | |            |                                      |
| Zuschauer: 68.781 1                                                     | | |            |                                      |
| Schiedsrichterin: Marta Huerta de Aza ( Spanien)                        | | |            |                                      |
| Spielbericht                                                            | | |            |                                      |

- Schiedsrichtergespann:  Guadalupe Porras Ayuso und  Francesca Di Monte (Schiedsrichterassistentinnen),  Stéphanie Frappart (Vierte Offizielle),  José María Sánchez Martínez (Videoassistent),  Guillermo Cuadra Fernández (Erster Assistent des Videoassistenten)

## Norwegen – Nordirland 4:1 (3:0)
| Norwegen                                                                       | Norwegen | Nordirland | Nordirland | Aufstellung                           |
| ------------------------------------------------------------------------------ | --- | --- | ---------- | ------------------------------------- |
| Norwegen                                                                       | \| 7. Juli 2022 um 20:00 Uhr (21:00 Uhr MESZ) in Southampton (St. Mary’s Stadium) \| \| Zuschauer: 9.146 \| \| Schiedsrichterin: Lina Lehtovaara ( Finnland) \| \| Spielbericht \| | \| 7. Juli 2022 um 20:00 Uhr (21:00 Uhr MESZ) in Southampton (St. Mary’s Stadium) \| \| Zuschauer: 9.146 \| \| Schiedsrichterin: Lina Lehtovaara ( Finnland) \| \| Spielbericht \| | Nordirland | Aufstellung Norwegen gegen Nordirland |
| Norwegen                                                                       | Guro Pettersen – Anja Sønstevold (65. Tuva Hansen), Maren Mjelde (81. Guro Bergsvand), Maria Thorisdottir, Julie Blakstad (89. Anna Langås Jøsendal) – Frida Leonhardsen Maanum (65. Vilde Bøe Risa), Ingrid Syrstad Engen, Amalie Vevle Eikeland (65. Karina Sævik), Caroline Graham Hansen, Guro Reiten – Ada Hegerberg Cheftrainer: Martin Sjögren ( Schweden) | Jackie Burns – Kelsie Burrows (65. Rebecca Holloway), Julie Nelson, Sarah McFadden , Demi Vance – Rachel Furness (74. Kirsty McGuinness), Chloe McCarron, Nadene Caldwell (46. Marissa Callaghan) – Abbie Magee, Lauren Wade (80. Emily Wilson), Simone Magill (79. Caitlin McGuinness) Cheftrainer: Kenny Shiels | Nordirland | Aufstellung Norwegen gegen Nordirland |
| Norwegen                                                                       | 1:0 Blakstad (10.) 2:0 Maanum (13.) 3:0 Graham Hansen (31., Handelfmeter 1) 4:1 Reiten (54.) | 3:1 Nelson (49.) | Nordirland | Aufstellung Norwegen gegen Nordirland |
| Norwegen                                                                       | McFadden (53.) | | Nordirland | Aufstellung Norwegen gegen Nordirland |
| Norwegen                                                                       | Spieler des Spiels: Caroline Graham Hansen (Norwegen) | | Nordirland | Aufstellung Norwegen gegen Nordirland |
| 7. Juli 2022 um 20:00 Uhr (21:00 Uhr MESZ) in Southampton (St. Mary’s Stadium) | | |            |                                       |
| Zuschauer: 9.146                                                               | | |            |                                       |
| Schiedsrichterin: Lina Lehtovaara ( Finnland)                                  | | |            |                                       |
| Spielbericht                                                                   | | |            |                                       |

- Schiedsrichtergespann:  Karolin Kaivoja und  Chrysoula Kourompylia (Schiedsrichterassistentinnen),  Tess Olofsson (Vierte Offizielle),  Tiago Martins (Videoassistent),  Luís Godinho (Erster Assistent des Videoassistenten)

## Österreich – Nordirland 2:0 (1:0)
| Österreich                                                                      | Österreich | Nordirland | Nordirland | Aufstellung                             |
| ------------------------------------------------------------------------------- | --- | --- | ---------- | --------------------------------------- |
| Österreich                                                                      | \| 11. Juli 2022 um 17:00 Uhr (18:00 Uhr MESZ) in Southampton (St. Mary’s Stadium) \| \| Zuschauer: 9.268 \| \| Schiedsrichterin: Emikar Calderas Barrera ( Venezuela) \| | \| 11. Juli 2022 um 17:00 Uhr (18:00 Uhr MESZ) in Southampton (St. Mary’s Stadium) \| \| Zuschauer: 9.268 \| \| Schiedsrichterin: Emikar Calderas Barrera ( Venezuela) \| | Nordirland | Aufstellung Österreich gegen Nordirland |
| Österreich                                                                      | Manuela Zinsberger – Katharina Schiechtl, Carina Wenninger, Viktoria Schnaderbeck (46. Marina Georgieva), Verena Hanshaw – Sarah Puntigam – Julia Hickelsberger-Füller (73. Katharina Naschenweng), Sarah Zadrazil, Marie Höbinger (46. Laura Feiersinger), Barbara Dunst – Nicole Billa (85. Lisa Makas) Cheftrainerin: Irene Fuhrmann | Jacqueline Burns – Rebecca McKenna (73. Abbie Magee), Julie Nelson (86. Louise McDaniel), Sarah McFadden, Demi Vance – Rachel Furness (79. Joely Andrews), Marissa Callaghan , Chloe McCarron, Rebecca Holloway – Lauren Wade, Kirsty McGuinness (79. Emily Wilson) Cheftrainer: Kenny Shiels | Nordirland | Aufstellung Österreich gegen Nordirland |
| Österreich                                                                      | 1:0 Schiechtl (19.) 2:0 Naschenweng (88.) | | Nordirland | Aufstellung Österreich gegen Nordirland |
| Österreich                                                                      | Spieler des Spiels: Barbara Dunst (Österreich) | | Nordirland | Aufstellung Österreich gegen Nordirland |
| 11. Juli 2022 um 17:00 Uhr (18:00 Uhr MESZ) in Southampton (St. Mary’s Stadium) | | |            |                                         |
| Zuschauer: 9.268                                                                | | |            |                                         |
| Schiedsrichterin: Emikar Calderas Barrera ( Venezuela)                          | | |            |                                         |

- Schiedsrichtergespann:  Migdalía Rodríguez Chirino und  Mary Blanco Bolívar (Schiedsrichterassistentinnen),  Marta Huerta de Aza (Vierte Offizielle),  José María Sánchez Martínez (Videoassistent),  Guillermo Cuadra Fernández (Erster Assistent des Videoassistenten)

## England – Norwegen 8:0 (6:0)
| England                                                                                       | England | Norwegen | Norwegen | Aufstellung                        |
| --------------------------------------------------------------------------------------------- | --- | --- | -------- | ---------------------------------- |
| England                                                                                       | \| 11. Juli 2022 um 20:00 Uhr (21:00 Uhr MESZ) in Brighton and Hove (Brighton Community Stadium) \| \| Zuschauer: 28.847 \| \| Schiedsrichterin: Riem Hussein ( Deutschland) \| | \| 11. Juli 2022 um 20:00 Uhr (21:00 Uhr MESZ) in Brighton and Hove (Brighton Community Stadium) \| \| Zuschauer: 28.847 \| \| Schiedsrichterin: Riem Hussein ( Deutschland) \| | Norwegen | Aufstellung England gegen Norwegen |
| England                                                                                       | Mary Earps – Lucy Bronze, Millie Bright, Leah Williamson , Rachel Daly (57. Alex Greenwood) – Georgia Stanway (80. Jill Scott), Fran Kirby (57. Ella Toone), Keira Walsh – Beth Mead, Ellen White (57. Alessia Russo), Lauren Hemp (70. Chloe Kelly) Cheftrainerin: Sarina Wiegman ( Niederlande) | Guro Pettersen – Tuva Hansen, Maren Mjelde , Maria Thorisdottir, Julie Blakstad – Vilde Bøe Risa (59. Frida Maanum), Ingrid Syrstad Engen – Karina Sævik (46. Guro Bergsvand), Caroline Graham Hansen (75. Amalie Vevle Eikeland), Guro Reiten (84. Elisabeth Terland) – Ada Hegerberg (75. Celin Bizet Ildhusøy) Cheftrainer: Martin Sjögren ( Schweden) | Norwegen | Aufstellung England gegen Norwegen |
| England                                                                                       | 1:0 Stanway (12., Foulelfmeter) 2:0 Hemp (15.) 3:0 White (29.) 4:0 Mead (34.) 5:0 Mead (38.) 6:0 White (41.) 7:0 Russo (66.) 8:0 Mead (81.) | | Norwegen | Aufstellung England gegen Norwegen |
| England                                                                                       | Blakstad (56.), Bizet Ildhusøy (77.), Maanum (87.) | | Norwegen | Aufstellung England gegen Norwegen |
| England                                                                                       | Höchster Sieg der EM-Geschichte | Höchste Niederlage für Norwegen | Norwegen | Aufstellung England gegen Norwegen |
| England                                                                                       | Spieler des Spiels: Beth Mead (England) | | Norwegen | Aufstellung England gegen Norwegen |
| 11. Juli 2022 um 20:00 Uhr (21:00 Uhr MESZ) in Brighton and Hove (Brighton Community Stadium) | | |          |                                    |
| Zuschauer: 28.847                                                                             | | |          |                                    |
| Schiedsrichterin: Riem Hussein ( Deutschland)                                                 | | |          |                                    |

- Schiedsrichtergespann:  Katrin Rafalski und  Susann Küng (Schiedsrichterassistentinnen),  Esther Staubli (Vierte Offizielle),  Christian Dingert (Videoassistent),  Harm Osmers (Erster Assistent des Videoassistenten)

## Nordirland – England 0:5 (0:2)
| Nordirland                                                                      | Nordirland | England | England | Aufstellung                          |
| ------------------------------------------------------------------------------- | --- | --- | ------- | ------------------------------------ |
| Nordirland                                                                      | \| 15. Juli 2022 um 20:00 Uhr (21:00 Uhr MESZ) in Southampton (St. Mary’s Stadium) \| \| Zuschauer: 30.785 \| \| Schiedsrichterin: Esther Staubli ( Schweiz) \| \| Spielbericht \| | \| 15. Juli 2022 um 20:00 Uhr (21:00 Uhr MESZ) in Southampton (St. Mary’s Stadium) \| \| Zuschauer: 30.785 \| \| Schiedsrichterin: Esther Staubli ( Schweiz) \| \| Spielbericht \| | England | Aufstellung Nordirland gegen England |
| Nordirland                                                                      | Jacqueline Burns – Rebecca McKenna, Julie Nelson (87. Ashley Hutton), Sarah McFadden, Demi Vance – Laura Rafferty (66. Kelsie Burrows), Marissa Callaghan (87. Emily Wilson), Rachel Furness (80. Nadene Caldwell), Rebecca Holloway (66. Abbie Magee) – Lauren Wade, Kirsty McGuinness Cheftrainer: Kenny Shiels | Mary Earps – Lucy Bronze (74. Jessica Carter), Millie Bright (46. Alex Greenwood), Leah Williamson, Rachel Daly – Georgia Stanway (46. Ella Toone), Fran Kirby , Keira Walsh – Beth Mead, Ellen White (46. Alessia Russo), Lauren Hemp (60. Chloe Kelly) Cheftrainerin: Sarina Wiegman ( Niederlande) | England | Aufstellung Nordirland gegen England |
| Nordirland                                                                      | 0:1 Kirby (40.) 0:2 Mead (44.) 0:3 Russo (48.) 0:4 Russo (53.) 0:5 Burrows (76., Eigentor) | | England | Aufstellung Nordirland gegen England |
| Nordirland                                                                      | Handelfmeter für England wegen eines vorherigen Handspiels von Mead nach Videobeweis zurückgenommen (9.) | | England | Aufstellung Nordirland gegen England |
| Nordirland                                                                      | Spieler des Spiels: Alessia Russo (England) | | England | Aufstellung Nordirland gegen England |
| 15. Juli 2022 um 20:00 Uhr (21:00 Uhr MESZ) in Southampton (St. Mary’s Stadium) | | |         |                                      |
| Zuschauer: 30.785                                                               | | |         |                                      |
| Schiedsrichterin: Esther Staubli ( Schweiz)                                     | | |         |                                      |
| Spielbericht                                                                    | | |         |                                      |

- Schiedsrichtergespann:  Susann Küng und  Franca Overtoom (Schiedsrichterassistentinnen),  Riem Hussein (Vierte Offizielle),  Harm Osmers (Videoassistent),  Christian Dingert (Erster Assistent des Videoassistenten)

## Österreich – Norwegen 1:0 (1:0)
| Österreich                                                                                    | Österreich | Norwegen | Norwegen | Aufstellung                           |
| --------------------------------------------------------------------------------------------- | --- | --- | -------- | ------------------------------------- |
| Österreich                                                                                    | \| 15. Juli 2022 um 20:00 Uhr (21:00 Uhr MESZ) in Brighton and Hove (Brighton Community Stadium) \| \| Zuschauer: 12.667 \| \| Schiedsrichterin: Kateryna Monsul ( Ukraine) \| \| Spielbericht \|                                                                                     | \| 15. Juli 2022 um 20:00 Uhr (21:00 Uhr MESZ) in Brighton and Hove (Brighton Community Stadium) \| \| Zuschauer: 12.667 \| \| Schiedsrichterin: Kateryna Monsul ( Ukraine) \| \| Spielbericht \| | Norwegen | Aufstellung Österreich gegen Norwegen |
| Österreich                                                                                    | Manuela Zinsberger – Laura Wienroither, Carina Wenninger, Viktoria Schnaderbeck , Verena Hanshaw – Sarah Puntigam – Julia Hickelsberger-Füller (72. Lisa Makas), Sarah Zadrazil, Laura Feiersinger, Barbara Dunst – Nicole Billa (88. Marina Georgieva) Cheftrainerin: Irene Fuhrmann | Guro Pettersen – Tuva Hansen, Guro Bergsvand, Maren Mjelde , Julie Blakstad (82. Sophie Román Haug) – Frida Maanum (86. Vilde Bøe Risa), Ingrid Syrstad Engen – Amalie Vevle Eikeland (64. Celin Bizet Ildhusøy), Caroline Graham Hansen, Guro Reiten – Ada Hegerberg Cheftrainer: Martin Sjögren ( Schweden) | Norwegen | Aufstellung Österreich gegen Norwegen |
| Österreich                                                                                    | 1:0 Billa (37.) | | Norwegen | Aufstellung Österreich gegen Norwegen |
| Österreich                                                                                    | Hickelsberger-Füller (20.), Wenninger (45.) | | Norwegen | Aufstellung Österreich gegen Norwegen |
| Österreich                                                                                    | Spieler des Spiels: Nicole Billa (Österreich) | | Norwegen | Aufstellung Österreich gegen Norwegen |
| 15. Juli 2022 um 20:00 Uhr (21:00 Uhr MESZ) in Brighton and Hove (Brighton Community Stadium) | | |          |                                       |
| Zuschauer: 12.667                                                                             | | |          |                                       |
| Schiedsrichterin: Kateryna Monsul ( Ukraine)                                                  | | |          |                                       |
| Spielbericht                                                                                  | | |          |                                       |

- Schiedsrichtergespann:  Maryna Strilezka und  Paulina Baranowska (Schiedsrichterassistentinnen),  Ivana Projkovska (Vierte Offizielle),  Paolo Valeri (Videoassistent),  Maurizio Mariani (Erster Assistent des Videoassistenten)